# Hummelschwärmer

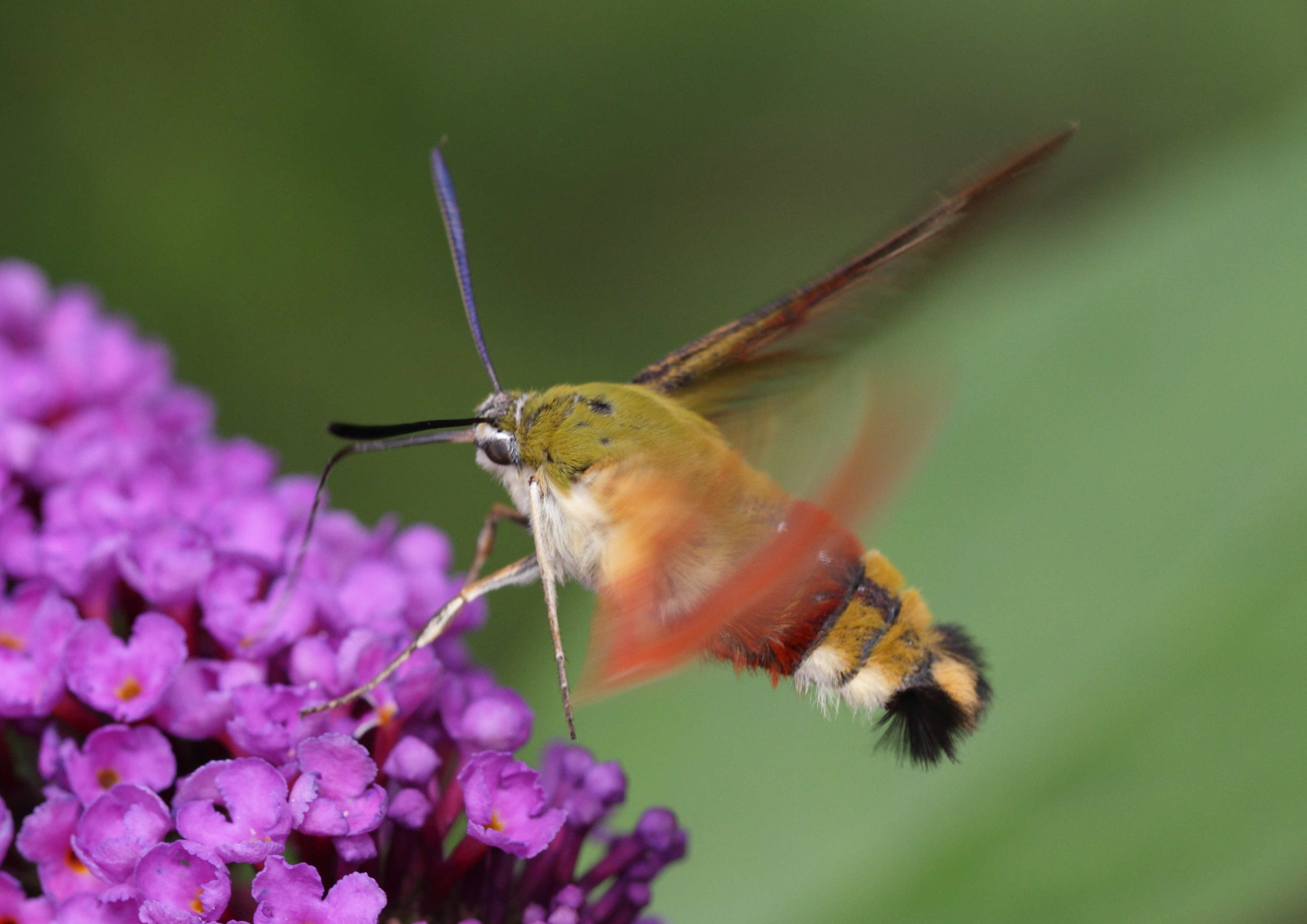
Hummelschwärmer

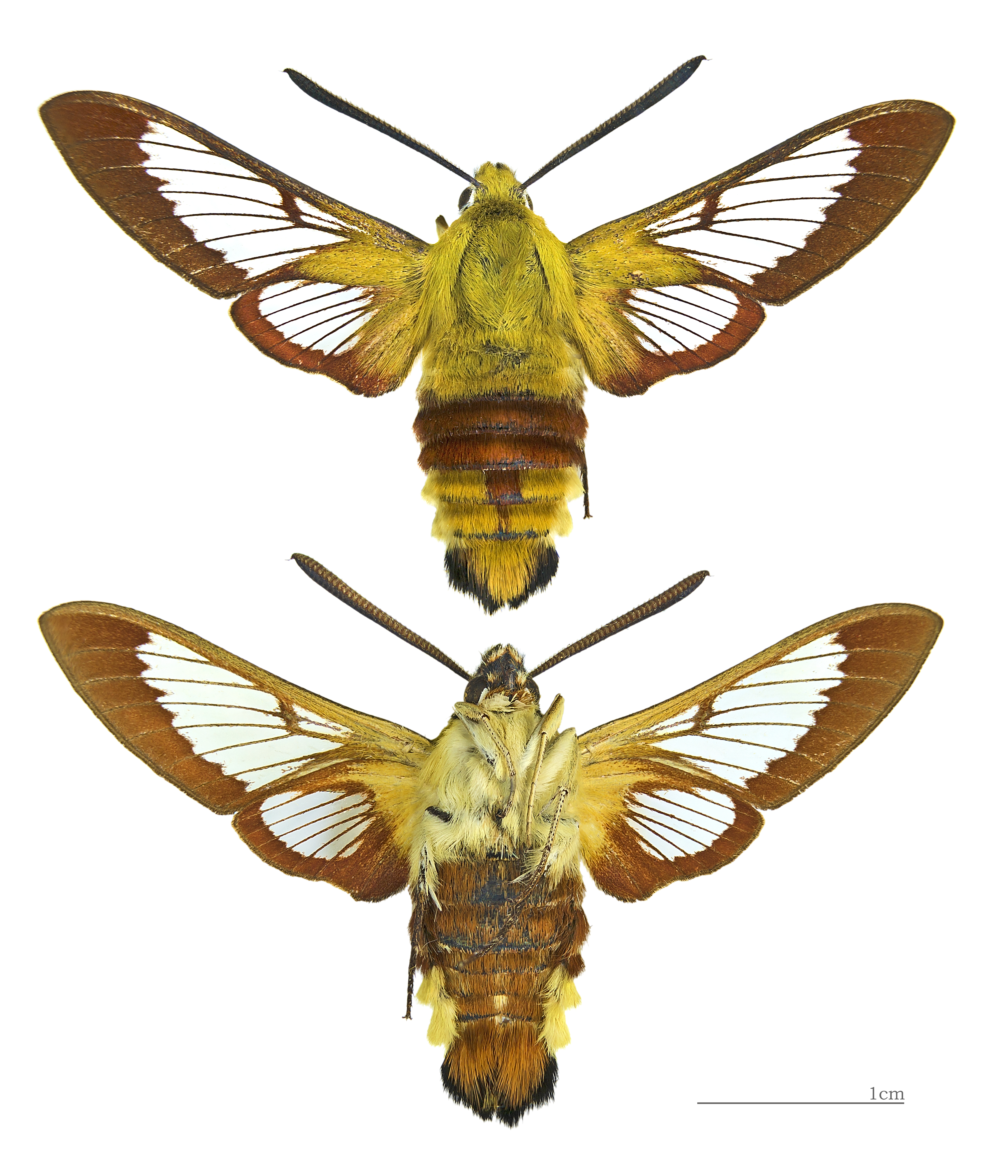
Hemaris fuciformis (Männchen)

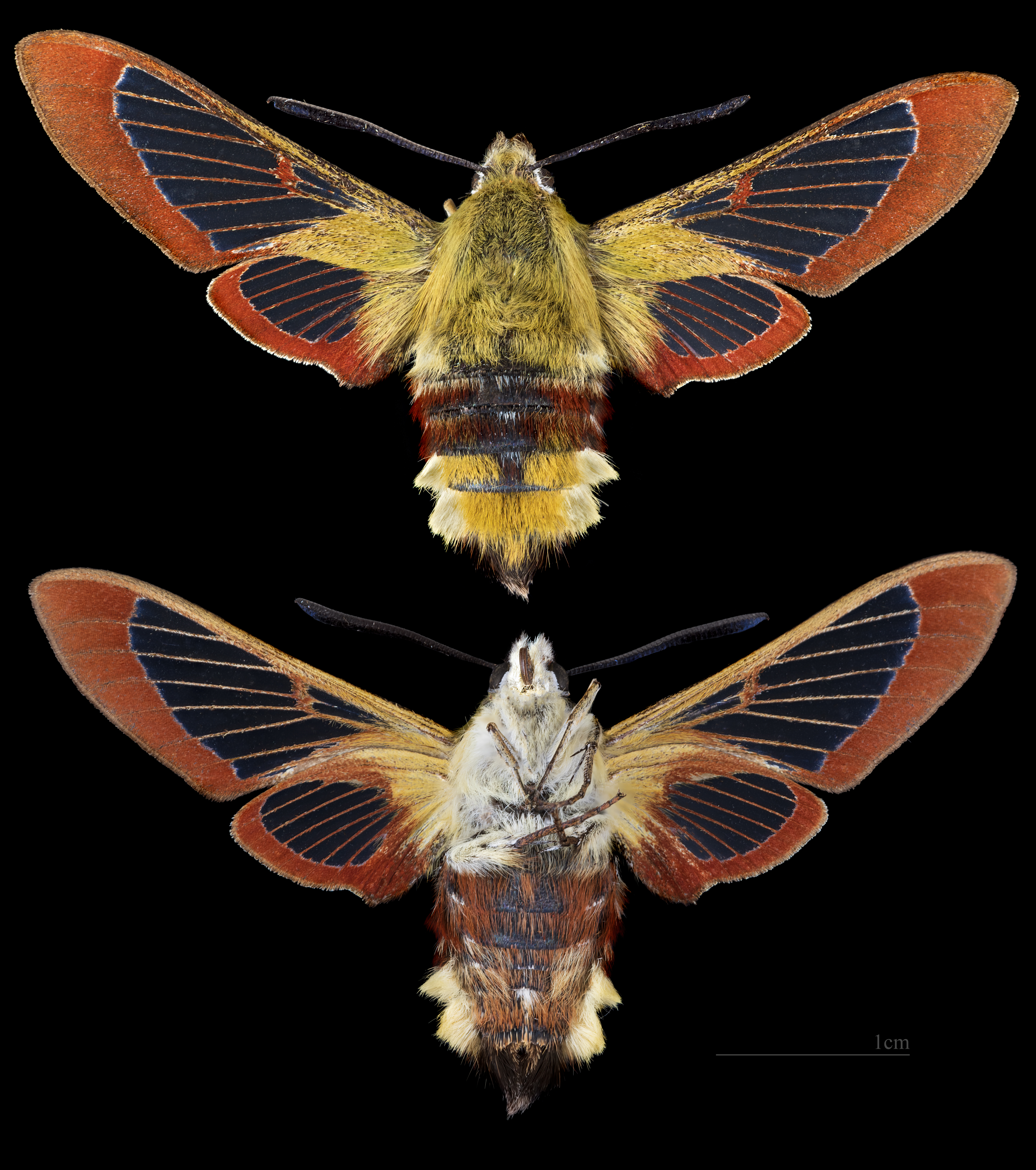
Hemaris fuciformis (weiblich)

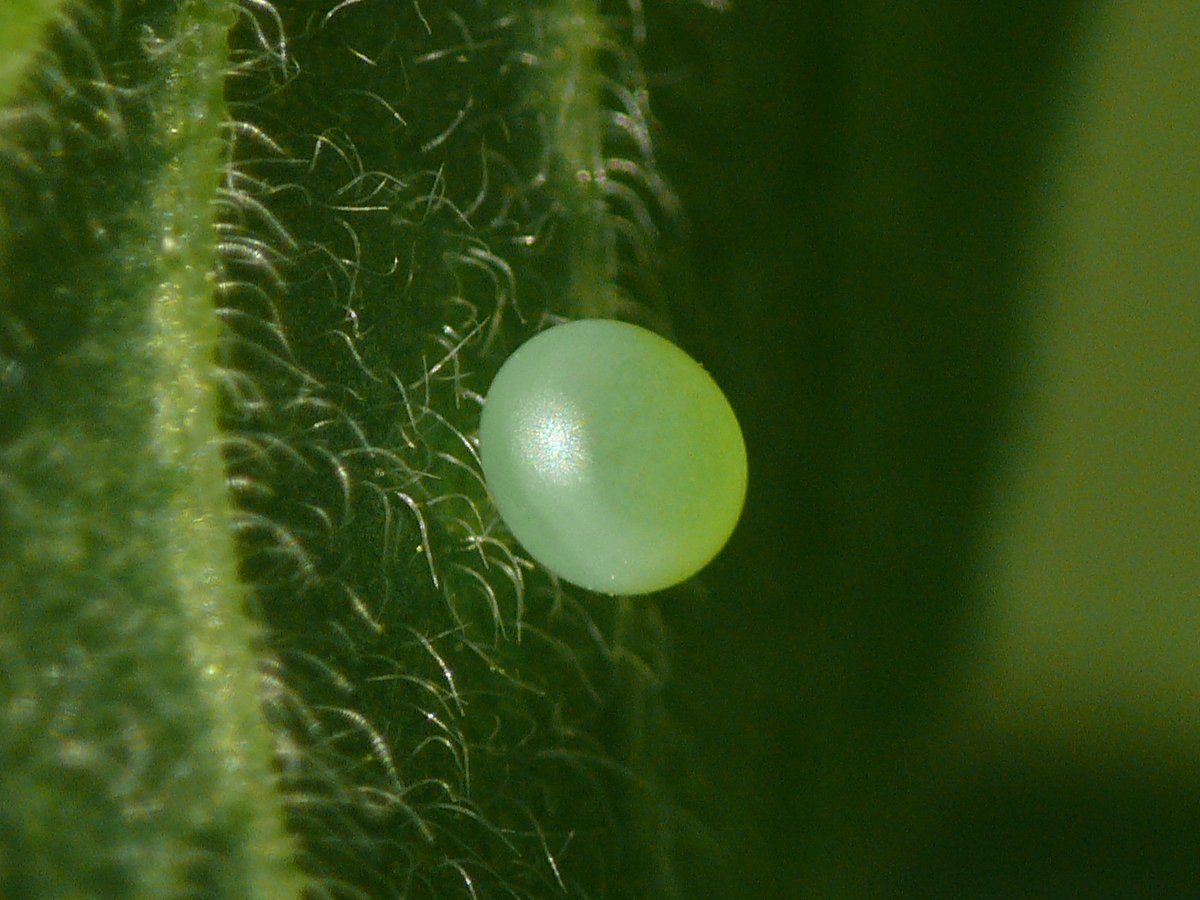
Ei des Hummelschwärmers an Roter Heckenkirsche

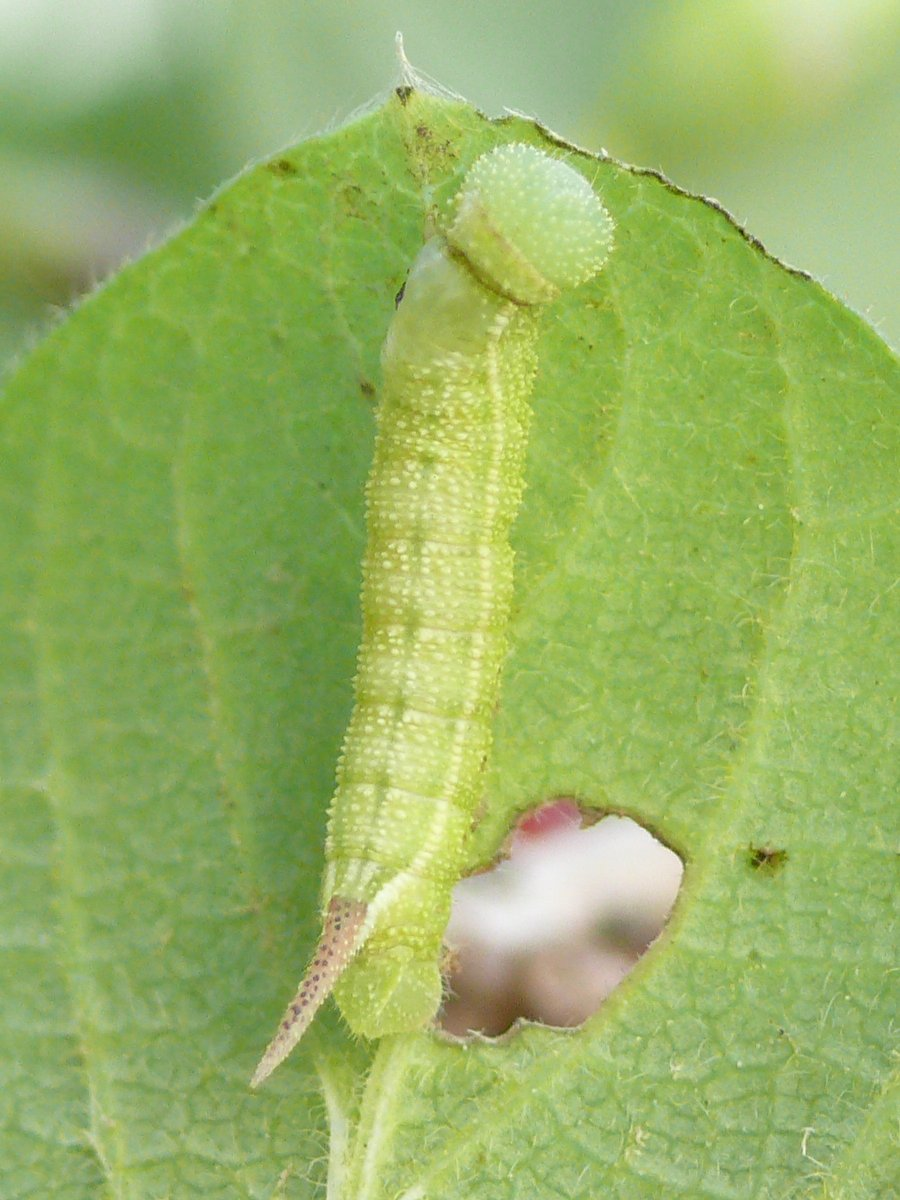
Raupe des Hummelschwärmers im 3. Larvenstadium

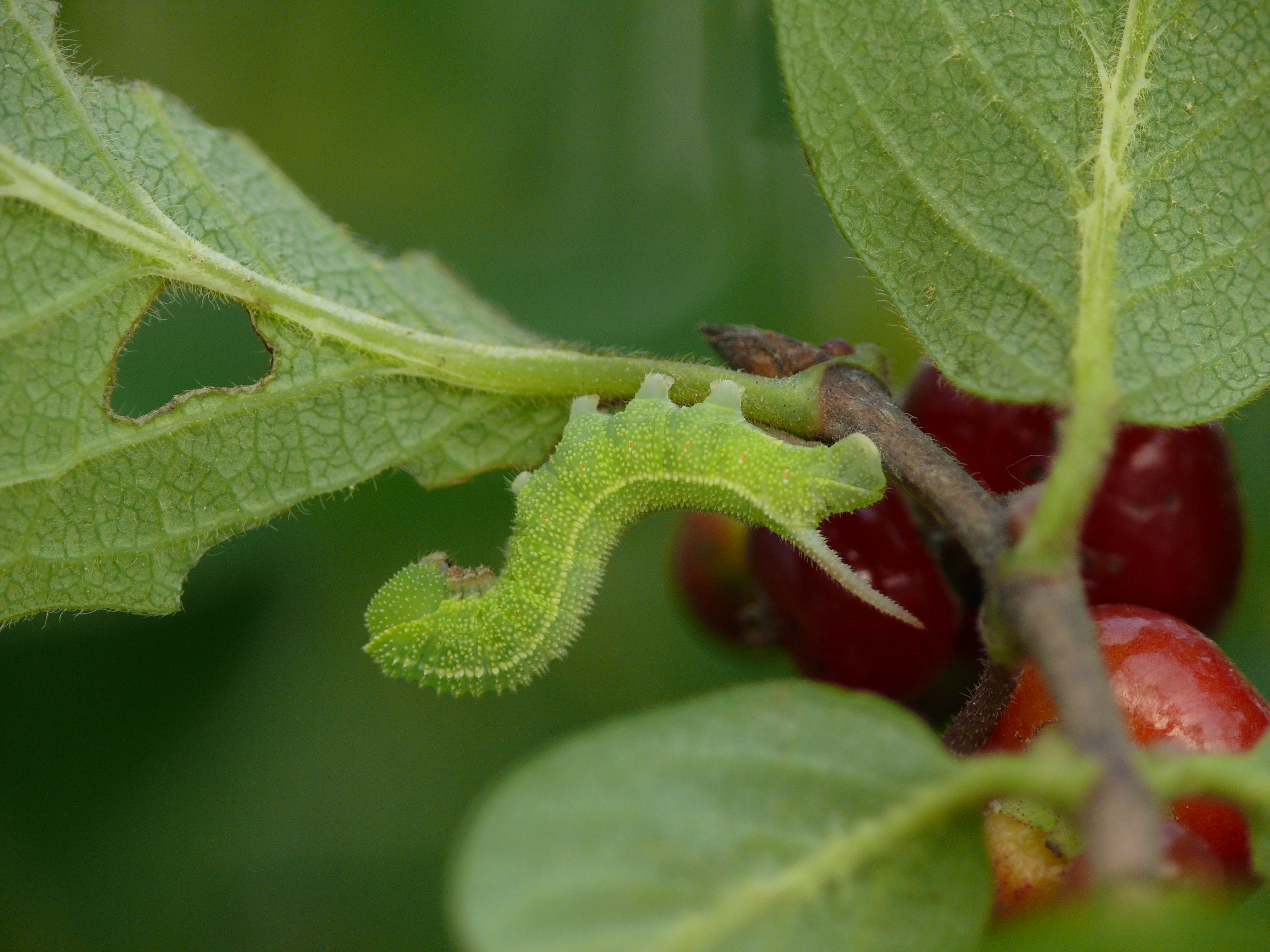
Raupe des Hummelschwärmers im 4. Stadium

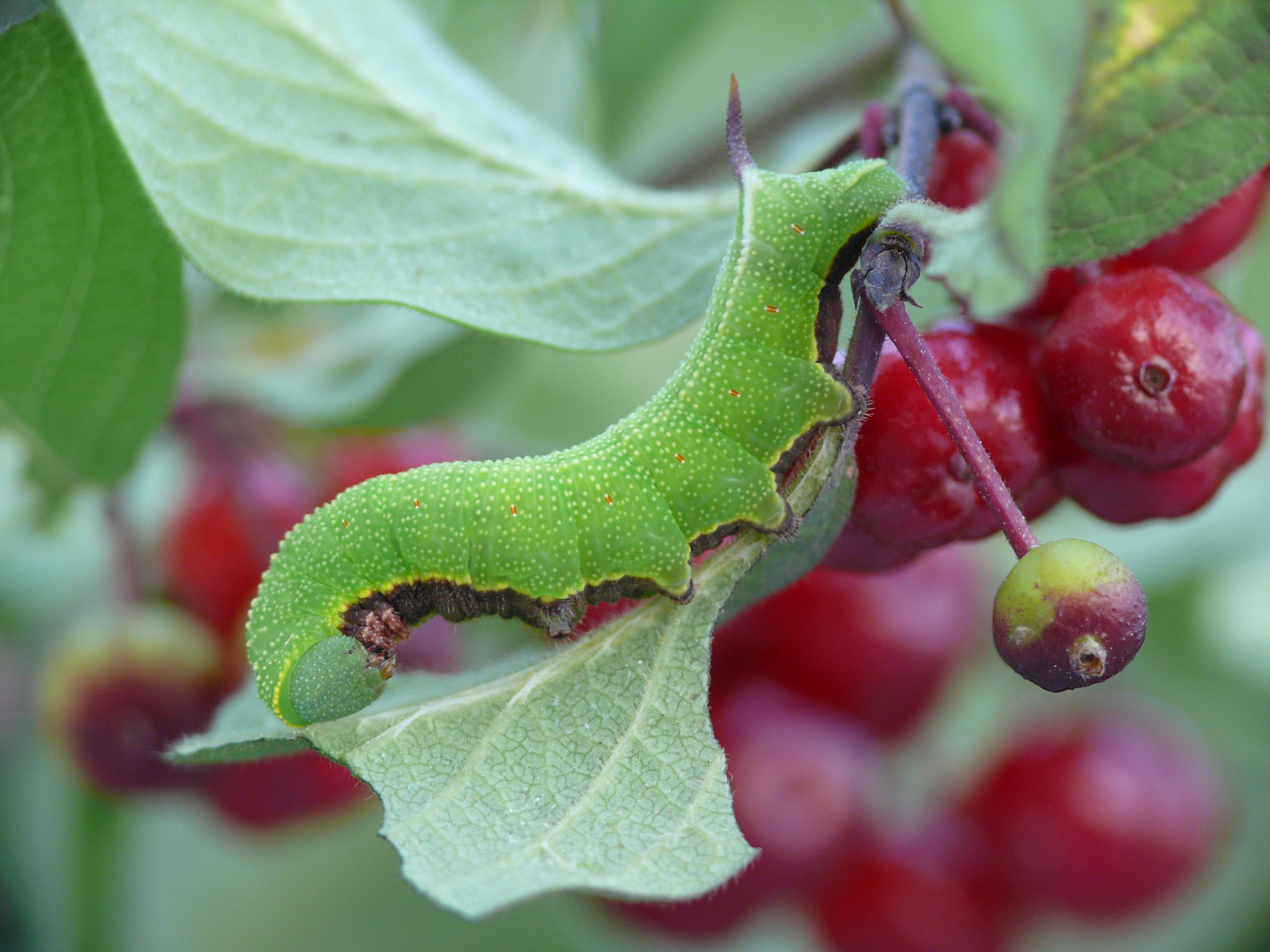
Raupe des Hummelschwärmers im letzten Stadium mit braunem Bauch

Der Hummelschwärmer (Hemaris fuciformis) ist ein Schmetterling (Nachtfalter) aus der Familie der Schwärmer (Sphingidae). Die Art gehört zu den vier ausschließlich tagaktiven Schwärmerarten, die in Europa vorkommen. Sie ist deutlich häufiger zu finden als der nahe verwandte und stark gefährdete Skabiosenschwärmer (Hemaris tityus).

## Merkmale

### Falter
Die Falter erreichen eine Flügelspannweite 38 bis 48 Millimeter bei einer durchschnittlichen Vorderflügellänge von ca. 22 Millimeter. Sie haben, wie auch andere Arten der Gattung Hemaris, starke Ähnlichkeit mit Hummeln. Die beiden Flügelpaare sind größtenteils durchsichtig. Der Außenrand der Vorderflügel ist besonders zur Flügelspitze hin rotbraun gefärbt, auch die Hinterflügel besitzen einen solchen Saum. Die Flügeladern sind ebenfalls rotbraun, ebenso wie ein Fleck, der ungefähr zwischen den ersten beiden Dritteln des Vorderflügels an das Costalfeld, jenes Flügelfeld das nach vorne mit der Costalader, dem Flügelvorderrand abschließt, angrenzt. Am Flügelansatz und entlang des Costalfeldes sind die Vorderflügel olivgrün beschuppt. Der Thorax ist an der Oberseite kräftig olivgrün, an der Unterseite hell behaart. Der Hinterleib ist ebenso stark behaart. Zum Thorax hin ist die Behaarung auf der Oberseite olivgrün, auf der Unterseite und an den Seiten weiß, sodass man diese weißen Haare zum Teil auch von oben erkennen kann. In der Mitte des Hinterleibs sind zwei Segmente auf der Ober- und Unterseite des Körpers kräftig weinrot behaart, im hinteren Drittel des Hinterleibs ist die Behaarung in der Mitte olivgrün und an den Seiten weißlich. Am Hinterleibsende tragen die Tiere einen durch olivgrüne Haare zweigeteilten schwarzen Haarbüschel. Wenn sich die Haare der Falter abnützen, kann man die dunkle, metallisch glänzende Farbe des Körpers erkennen. 
Die gleichmäßig keulenförmig verdickten Fühler sind ebenfalls dunkel metallisch glänzend. Die Art kann vom sehr ähnlichen Skabiosenschwärmer vor allem durch das längs durch eine Falte geteilte Costalfeld, an das ein Fleck angrenzt, durch den deutlich breiteren Saum am Vorderflügelaußenrand und durch die unterschiedliche Färbung der Behaarung, insbesondere die weinroten Ringe des Hinterleibes, unterschieden werden. Auch der Olivgrüne Hummelschwärmer (Hemaris croatica) hat Ähnlichkeit mit dem Hummelschwärmer, kann aber aufgrund der voll gefärbten Flügel unterschieden werden. Von Hemaris affinis, der im Osten Asiens beheimatet ist, kann man den Hummelschwärmer ebenfalls aufgrund der weinroten Hinterleibsringe unterscheiden.

### Unterarten
- Hemaris fuciformis pseudodentata Dubatolov, 2003[1]

### Ähnliche Arten
- Skabiosenschwärmer (Hemaris tityus) (Linnaeus, 1758)
- Olivgrüner Hummelschwärmer (Hemaris croatica) (Esper, 1800)
- Hemaris affinis

### Raupen
Die Raupen erreichen eine Körperlänge von 35 bis 40 Millimetern. Sie sind nach dem Schlüpfen etwa drei Millimeter lang und haben eine hellgelbliche Färbung. Ältere Raupen sind kräftig hellgrün gefärbt und tragen beidseits des Rückens eine helle Längslinie. Die gesamte Körperoberfläche ist sehr rau und mit zahlreichen kleinen hellen Punktwarzen bedeckt. Die Bauchseite der Tiere ist deutlich abgesetzt dunkelbraun gefärbt. Gelegentlich treten auch komplett braun oder golden gefärbte Raupen auf. Um die Stigmen befindet sich bei ausgewachsenen Tieren je ein rötlicher Fleck. Das Analhorn ist zunächst dunkel, später an der Basis rötlich und zur Spitze hin bräunlich gefärbt.

## Vorkommen
Der Hummelschwärmer hat ein ähnliches Verbreitungsgebiet wie der Skabiosenschwärmer und kommt vom Süden Großbritanniens über Mitteleuropa ostwärts bis Zentral- und Ostasien vor. Er besiedelt im Vergleich zum Skabiosenschwärmer deutlich größere Teile der Iberischen Halbinsel als dieser sowie Sardinien, fehlt aber in Irland und im Norden Großbritanniens und dringt auch weniger weit in den Hohen Norden vor. In Skandinavien ist nur der südöstliche Teil Norwegens und etwa die südliche Hälfte Schwedens besiedelt. Er kommt auch in Zentralgriechenland vor und besiedelt über die Türkei hinaus den Westen Jordaniens, den Norden Israels, den Kaukasus, Turkmenistan, den Norden Afghanistans und den Tianshan Tadschikistans. In Asien ist er weiters vom Ural über den Norden Kasachstans, den Westen Sibiriens bis zum Altai verbreitet. Aus dem Atlasgebirge Marokkos und Algeriens ist eine isolierte Population bekannt. Östlich des Altai, im Pamir, Hindukusch und dem Nordwesten Pakistans, im Süden Sibiriens und im Transbaikal bis nach Sachalin ist die Art nur gelegentlich anzutreffen. Aus Südkorea ist die Art nicht bekannt, dortige Funde sind Falschbestimmungen der ähnlichen Art Hemaris affinis.
Die Tiere leben im Norden Europas vor allem an sonnigen Lichtungen und Waldrändern und in lichten Wäldern mit Heckenkirschenbewuchs. Weiter südlich bevorzugen sie sandiges und kalkhaltiges Hügelland mit Bewuchs von Koniferen und buschigen Heckenkirschen, wo sie häufig in großer Individuenzahl vorkommen. Die Falter waren früher auch häufig in einigem Umkreis dieser Gebiete anzutreffen, sind mittlerweile aber aufgrund von forstwirtschaftlichen Eingriffen stark reduziert worden. Die Art meidet offene Wiesen und fliegt bevorzugt entlang von Waldrändern oder Flussläufen, in der Türkei und auf der Krimhalbinsel werden aber auch häufig Wiesen und Gärten besiedelt. In Nordafrika werden vor allem feuchte Bergwälder und Buschland mit Eichen- und Heckenkirschenbewuchs bewohnt.

## Lebensweise
Die Falter sind, unüblich für Schwärmer, wie auch die übrigen Arten der Gattung tagaktiv. Sie ähneln in ihrem Verhalten dem Skabiosenschwärmer sehr, sind ab etwa 10:00 Uhr aktiv und fliegen auf Nektarsuche rasch umher. Bevorzugte Nahrungspflanzen sind Rhododendron (Rhododendron), Leimkräuter (Silene), Günsel (Ajuga), Pechnelken (Lychnis) und Lungenkräuter (Pulmonaria), sie saugen gelegentlich in Gärten aber auch an Phlox (Phlox) und Flieder (Syringa). Während der Nektarsuche finden sich auch Pärchen um die Balz und Paarung zu vollziehen. Nach dieser begibt sich das Weibchen auf die Suche nach geeigneten Eiablageplätzen. Die Falter sind sehr scheu und fliegen bei einer Störung mit hoher Geschwindigkeit davon. 

### Flug- und Raupenzeiten
Die Entwicklungszyklen der Art sind sehr unterschiedlich, weswegen auch in kleineren Beobachtungsgebieten die Anzahl der auftretenden Generationen pro Jahr unterschiedlich ist und zwischen einer, einer vollständigen und einer unvollständigen und zwei schwankt. Grundsätzlich fliegen die Falter im Norden Europas in einer Generation von Ende Mai bis Mitte Juni, eine in ihrer Entwicklung unvollständige zweite Generation fliegt im August. Im südlichen Ural fliegt die Art in einer Generation von Mitte Mai bis Anfang Juli, im zentralen Ural, dem Tianshan und auch in den höher gelegenen Bereichen Bulgariens fliegt sie im Juni. In den wärmeren Teilen des Verbreitungsgebietes fliegen zwei Generationen pro Jahr. In Nordafrika fliegen sie im April und Mai und im Juni und Juli. 
Die Raupen findet man in Mittel- und Nordeuropa von Mitte Juni bis Anfang August, in den wärmeren Verbreitungsgebieten von Mai bis September.

### Nahrung der Raupen
Die Raupen ernähren sich vor allem von Heckenkirschen (Lonicera). Im nördlichen Europa wird Waldgeißblatt (Lonicera periclymenum) bevorzugt, in den mittleren und südlichen Teilen des Verbreitungsgebietes ernähren sich die Raupen hauptsächlich von buschigen Arten wie Rote Heckenkirsche (Lonicera xylosteum), Schwarze Heckenkirsche (Lonicera nigra) und Tataren-Heckenkirsche (Lonicera tatarica). Darüber hinaus werden gelegentlich auch Schneebeeren (Symphoricarpos), Labkräuter (Galium), Deutzien (Deutzia) und Witwenblumen (Knautia) gefressen. In der Türkei sind Raupen vor allem auf Alpen-Schuppenkopf (Cephalaria alpina) zu finden.

## Entwicklung
Die Weibchen legen ihre 1,1 mal 1,0 Millimeter großen, kugeligen, blassgrün schimmernden Eier einzeln auf der Unterseite der Blätter der Raupenfutterpflanzen ab. Dabei werden Pflanzen in praller Sonne oder in ganztägig schattiger Lage gemieden. Die überwiegend nachtaktiven Raupen ruhen tagsüber. Sie sitzen auf der Unterseite der Blätter und fressen auf der Mittelrippe oder einer Blattader des Blattes sitzend kleine Löcher beidseits der selbigen in das Blatt. Ältere Raupen sitzen auf den Ästen ihrer Pflanzen. Wenn man die Raupe stört, lässt sie sich auf den Boden fallen, sie ist aber weniger schreckhaft als die Raupen des Skabiosenschwärmers. Die Verpuppung erfolgt am Boden in einem locker gesponnenen Kokon, in den Pflanzenteile eingewoben werden. Die Puppe sieht jener des Skabiosenschwärmers ähnlich, ist schwarzbraun gefärbt und besitzt glänzende Bereiche. Die Übergänge zwischen den Segmenten sind braun. Sie stellt das Überwinterungsstadium dar. Es sind drei Parasitoide bekannt, die am Hummelschwärmer parasitieren: Die Schlupfwespe Amblyjoppa fuscipennis, die Brackwespe Cotesia coryphe und die Raupenfliege Tachina praeceps.

## Gefährdung und Schutz
Die Art wird in Deutschland in der Roten Liste gefährdeter Arten als „gefährdet“ (Kategorie 3) eingestuft. Sie ist damit weniger stark gefährdet als der nahe verwandte Skabiosenschwärmer, regional nimmt der Hummelschwärmer etwa in Baden-Württemberg, wo er nur auf der Vorwarnliste steht (Kategorie V), zu. Trotzdem gibt es einige Regionen, in denen die Bestandszahlen stark rückläufig sind, wie etwa an den Hochwasserdämmen entlang des Rheins und seiner Zuflüsse, da dort durch Mahd und Flurbereinigungen zu wenige Nektarpflanzen vorhanden sind. Die Gefährdung des Hummelschwärmers ist aber vor allem deswegen nicht so gravierend wie beim Skabiosenschwärmer, weil sich die Habitate der Raupen und der Imagines unterscheiden. Heckenkirschen als Raupennahrungspflanzen des Hummelschwärmers sind noch in ausreichender Anzahl vorhanden; umso wichtiger ist es, diese Pflanzen an wichtigen Standorten, wie etwa an sonnenbeschienenen Säumen, zu schützen und etwa bei der Pflege von Trockenhängen zu berücksichtigen. Dies kommt auch anderen gefährdeten Schmetterlingsarten, wie etwa dem Blauschwarzen Eisvogel (Limenitis reducta), zugute.